# Spilosoma pseudambrensis
Spilosoma pseudambrensis là một loài bướm đêm thuộc phân họ Arctiinae, họ Erebidae.